# Diocesi di Stratonicea di Lidia
La diocesi di Stratonicea di Lidia (in latino: Dioecesis Stratonicensis in Lydia) è una sede soppressa del patriarcato di Costantinopoli e una sede titolare della Chiesa cattolica.

## Storia
Stratonicea di Lidia, identificabile con Cenevizkale nell'odierna Turchia, è un'antica sede episcopale della provincia romana della Lidia nella diocesi civile di Asia. Faceva parte del patriarcato di Costantinopoli ed era suffraganea dell'arcidiocesi di Sardi.
La diocesi è documentata nelle Notitiae Episcopatuum del patriarcato di Costantinopoli fino al XII secolo.
Sono cinque i vescovi documentati di Stratonicea. Al concilio di Efeso del 431 si trova in due occasioni la sottoscrizione di Euterio ai decreti conciliari; tuttavia questo vescovo è assente nelle liste di presenza, cosa che rende dubbiosa la sua reale partecipazione a questo concilio. Gemello intervenne al concilio di Calcedonia nel 451 e fu tra i firmatari della lettera che i vescovi della Lidia inviarono nel 458 all'imperatore Leone I dopo la morte del patriarca Proterio di Alessandria. Il 9 settembre 520 Sabbazio sottoscrisse la lettera che dieci metropoliti e dieci vescovi, riuniti in sinodo a Costantinopoli, scrissero a papa Ormisda per annunciargli la morte del patriarca Giovanni e l'elezione del suo successore Epifanio. Una lapide databile al VI secolo e scoperta nei pressi di Stratonicea di Lidia riporta il nome del vescovo Policronio, in occasione della dedicazione di un edificio, forse una chiesa. Infine Michele partecipò al concilio di Nicea del 787.
Sono noti tre sigilli vescovili, due con il nome Giorgio e uno con il nome Dionisio, tutti databili al X/XI secolo; è impossibile stabilire se appartenessero a vescovi di Stratonicea di Lidia oppure di Stratonicea di Caria.
Dal 1933 Stratonicea di Lidia è annoverata tra le sedi vescovili titolari della Chiesa cattolica; il titolo finora non è stato assegnato.

## Cronotassi dei vescovi greci
- Euterio † (menzionato nel 431)
- Gemello † (prima del 451 - dopo il 458)
- Sabbazio † (menzionato nel 520)
- Policronio † (VI secolo)
- Michele † (menzionato nel 787)